# Phyllanthus tsetserrae
Phyllanthus tsetserrae är en emblikaväxtart som beskrevs av Jean F.Brunel. Phyllanthus tsetserrae ingår i släktet Phyllanthus och familjen emblikaväxter.
Artens utbredningsområde är Moçambique. Inga underarter finns listade i Catalogue of Life.